# Chrysops dorosovittatus
Chrysops dorosovittatus är en tvåvingeart som beskrevs av James Stewart Hine 1907. Chrysops dorosovittatus ingår i släktet Chrysops och familjen bromsar. Inga underarter finns listade i Catalogue of Life.